# Jørgen Juve
Jørgen Juve, född 22 november 1906 i Porsgrunn, död 12 april 1983 i Oslo, var en norsk fotbollsspelare. Han spelade under sin karriär som anfallare för Lyn och det norska landslaget. Han innehade rekordet för antal gjorda mål i det norska landslaget med 33 mål på 45 matcher, vilket år 2024 slogs av Erling Haaland.
Han var kapten i det norska landslag som tog brons vid olympiska sommarspelen 1936.
Han var tränare för Molde FK 1948.
Utöver karriären som fotbollsspelare och -tränare var Juve verksam som journalist och författare. Han arbertade som sportredaktör för Dagbladet och Tidens Tegn. Under andra världskriget startade han tidskriften Bragd som inte föll i god jord hos den tyska ockupationsmakten. I Stockholm var han sedan redaktör för Norges-Nytt men flyttade redan 1942 vidare till London och senare till New York.